# Joachim Nuhout van der Veen
Joachim Nuhout van der Veen (Amsterdam, 23 januari 1756 - Alkmaar, 12 april 1833) was een Nederlandse politicus.

## Familie
Nuhout van der Veen werd op 28 januari 1756 gedoopt in de Noorderkerk in Amsterdam als Jogchem, zoon van Jacob van der Veen, ook Nuhout en Nieuwhoudt, en Aaltje Boerrigter. Hij trouwde met Elisabeth Fabritius (1753-1828), uit welk huwelijk een zoon werd geboren. Hij was vrijmetselaar en onder meer grootmeester van de Alkmaarse loge.

## Loopbaan
Nuhout van der Veen promoveerde in 1776 in Romeins en hedendaags recht aan de Leidse universiteit en vestigde zich als advocaat in Amsterdam. Hij werd in 1778 benoemd tot notaris en secretaris van Castricum en Bakkum en werd er twee jaar later ook schout, deze functies vervulde hij tot medio 1810.
In Castricum werd hij kapitein van het in 1785 opgerichte vrijkorps en in mei 1787 werd hij benoemd tot secretaris van de commissie ter directie van het Noord-Hollandse gewapende burgerleger, het zogenaamde Vliegende Legertje dat in Noord-Holland actief was om de stedelijke en dorpse besturen in patriotse zin om te zetten. Hij had beschermers op belangrijke plaatsen, onder meer de heer van Castricum Joan Geelvinck. Hij werd bij de restauratie van oktober 1787 niet verbannen of gestraft.
Na de Bataafse Revolutie (1795) was hij onder meer lid van de vergadering van Provisionele Representanten van het Volk van Holland (1795-1796), lid van de Eerste Nationale Vergadering (1796-1797), lid en voorzitter van de Tweede Nationale Vergadering (1797-1798), lid van de Constituerende Vergadering (1798) en lid en voorzitter van het Vertegenwoordigend Lichaam (1798-1801).
In 1796 werd hij dijkrechter, later dijkgraaf (1806) van de Hondsbossche Zeewering te Petten. In 1811 werd hij benoemd tot lid van de municipaliteit van Alkmaar (1811-1813) en lid van de raad van het arrondissement Hoorn (1811-1813). Hij was daarnaast rechter (1811-1813) en president (1813-1833) bij de rechtbank van eerste aanleg te Alkmaar. Hij was lid van de raad (1814-1824) en burgemeester van Alkmaar (1822-1824).